# Juan Ramon Fernández Robert
Juan Ramon Fernández Robert (Badalona, 30 d'agost de 1954) és un exjugador de bàsquet català. Amb 1.95 d'alçada, el seu lloc natural a la pista era el d'aler. És pare del també jugador Marc Fernández.
Va començar jugant al planter del Joventut de Badalona. Amb l'equip verd-i-negre va debutar a la màxima categoria del bàsquet nacional a la temporada 1974, on s'hi va estar fins al 1979. En aquests anys es va proclamar campió de lliga en la temporada 1977-78 i campió de Copa la temporada 1975-76. Després va fitxar el FC Barcelona, on hi jugaria fins al 1982 i guanyaria la lliga de la temporada 80-81 i tres copes consecutives: els anys 79-80, 80-81 i 81-82. L'any 1982 canvia de club i se'n va a jugar al Granollers, fins al 1988. Abans de retirar-se jugaria una darrera temporada al Club Bàsquet Gran Canària. Va ser internacional 13 vegades amb la selecció espanyola.